# 미국 인터넷 번호 등록 협회

미국 인터넷 번호 등록 협회(American Registry for Internet Numbers, ARIN)는 미국, 캐나다, 많은 카리브 제도 및 북대서양 섬의 대륙별 인터넷 레지스트리이다. ARIN은 IPv4 및 IPv6 주소 공간과 AS 번호를 포함한 인터넷 번호 리소스의 배포를 관리한다. ARIN은 1997년 4월 18일에 법인을 설립한 후 1997년 12월 22일에 사업을 시작했다. ARIN은 미국 버지니아주 샹티이에 본사를 둔 비영리 법인이다.
ARIN은 세계 5개 대륙별 인터넷 레지스트리 중 하나이다. 다른 지역 인터넷 레지스트리와 마찬가지로 ARIN은 다음을 수행한다.
- 인터넷번호자원의 기술적인 조정 및 관리에 관한 서비스를 제공한다.
- 회원과 이해관계자의 정책 개발을 촉진한다.
- 국제 인터넷 커뮤니티 참여
- 비영리, 지역사회 기반 조직
- 회원들이 선출한 집행위원회에 의해 운영